# Du Jing
Du Jing, född 23 juni 1984, är en kinesisk idrottare som tog guld i badminton vid olympiska sommarspelen 2008.

## Olympiska meriter

### Olympiska sommarspelen 2008
| Namn                | Gren   | 32-delsfinal | 16-delsfinal | 8-delsfinal                                | Kvartsfinal                        | Semifinal                         | Final                               | Final |
| Namn                | Gren   | Resultat     | Resultat     | Resultat                                   | Resultat                           | Resultat                          | Resultat                            | Plats |
| ------------------- | ------ | ------------ | ------------ | ------------------------------------------ | ---------------------------------- | --------------------------------- | ----------------------------------- | ----- |
| (2) Du Jing Yu Yang | Dubbel |              |              | (2) Ha and Kim (KOR) W 21-11, 16-21, 21-15 | Ogura and Shiota (JPN) W 21-8 21-5 | Zhang and Wei (CHN) W 21-19 21-12 | K Lee and H Lee (KOR) W 21-15 21-13 |       |